# Kinh tế Ma Cao
Kể từ khi được trao trả lại cho Trung Quốc vào năm 1999, Ma Cao vẫn duy trì được vị thế là một trong những nền kinh tế mở nhất trên thế giới có được từ trước đó. Hàng may mặc xuất khẩu và du lịch dựa trên danh tiếng là một khu vực nổi tiếng về ngành trò chơi cờ bạc được xem là xương sống của nền kinh tế. Ma Cao có ít đất canh tác và tài nguyên thiên nhiên nên phải phụ thuộc hầu như hoàn toàn vào Trung Quốc đại lục để nhập lương thực - thực phẩm, nước ngọt và năng lượng. Ngoài ra, Nhật Bản và Hồng Kông là hai nhà cung cấp nguyên liệu thô và tư liệu sản xuất chính. Mặc dù Ma Cao bị ảnh hưởng nặng nề bởi cuộc khủng hoảng tài chính châu Á năm 1997 và suy thoái toàn cầu năm 2001, nền kinh tế đặc khu này vẫn có được mức tăng trưởng trung bình khoảng 13,1% hàng năm trong giai đoạn từ năm 2001 đến 2006.  Ma Cao là thành viên chính thức của Tổ chức Thương mại Thế giới. An ninh công cộng đã được cải thiện rất nhiều kể từ khi đặc khu này được trao trả lại cho Cộng hòa Nhân dân Trung Hoa.  Nhờ có nguồn doanh thu đến từ việc đánh thuế ngành công nghiệp cờ bạc nên chính phủ Ma Cao mới có chương trình phúc lợi xã hội 15 năm giáo dục miễn phí cho tất cả công dân Ma Cao.  Năm 2015, nền kinh tế Ma Cao chứng kiến một cuộc lao dốc (-26,4% so với cùng kỳ quý 2/2015) do chi tiêu của du khách đến từ Trung Quốc đại lục giảm đáng kể từ sau khi chiến dịch chống tham nhũng của Tập Cận Bình được khởi xướng.
Trong ba quý đầu năm 2007, Ma Cao từng đạt mức tăng trưởng GDP là 31,4%. Sự tăng trưởng nhanh chóng về mặt số lượng khách du lịch đến từ đại lục nhờ việc Trung Quốc chấm dứt chính sách hạn chế đi lại vào các đặc khu, chi tiêu cho các công trình công cộng và dòng vốn đầu tư liên quan đến việc tự do hóa ngành công nghiệp trò chơi của Ma Cao đã thúc đẩy sự phục hồi kinh tế trong vòng 5 năm. Ngân sách lần đầu tiên thặng dư kể từ sau năm 2002 do lượng khách đến từ Trung Quốc tăng đột biến và việc tăng thuế đối với ngành cờ bạc đã tạo ra khoảng 70% doanh thu cho chính phủ. Đô la Hồng Kông được coi là đồng tiền dự trữ cho Pataca Ma Cao và được cố định theo tỷ giá chính thức là khoảng 1 đô la Hồng Kông đổi lấy 1,03 Pataca Ma Cao.

## Lịch sử
Ma Cao từng chỉ là một làng chài cằn cỗi với dân số khoảng 400 người trước khi người Bồ Đào Nha đến đây vào thế kỷ 16, giai đoạn được biết đến như là Kỷ nguyên Khám phá. Năm 1535, các thương nhân Bồ Đào Nha giành được Ma Cao bằng cách mua chuộc quyền neo tàu ở cảng này để tham gia vào các hoạt động buôn bán. Các thương nhân Bồ Đào Nha và Trung Quốc đổ xô đến Ma Cao khiến làng chài nhỏ bé xưa kia này nhanh chóng trở thành một trung tâm giao thương trong khu vực quan trọng phục vụ mục đích mậu dịch nhằm sinh lợi cho Bồ Đào Nha dọc theo ba tuyến đường chính: Macao-Malacca-Goa-Lisbon, Quảng Châu-Ma Cao-Nagasaki và Ma Cao-Manila-Mexico. Tuy nhiên, do sự suy tàn của đế quốc Bồ Đào Nha trong thế kỷ 17 và 18, các tuyến giao dịch đã gặp phải không ít thách thức đến từ các cường quốc khác như Hà Lan và Anh. Sau khi Trung Quốc nhượng lại Hồng Kông cho người Anh vào năm 1842, vị thế của Ma Cao như một trung tâm thương mại lớn của khu vực đã bị suy giảm do các tàu thuyền lớn đồng loạt kéo đến cảng nước sâu Victoria thay vì Ma Cao như trước kia. Trong một nỗ lực để ngăn chặn sự suy giảm này, trong giai đoạn từ năm 1848 đến đầu thập niên 1870, Ma Cao đã tham gia vào một cuộc giao thương Cu li (buôn bán nô lệ) đầy tai tiếng khi cảng biển của khu vực này đóng vai trò như một cảng trung chuyển đưa người dân địa phương từ miền nam Trung Quốc tới Cuba, Peru và các cảng khác ở Nam Mỹ để làm việc khổ sai trên các đồn điền hoặc trong các hầm mỏ.
Đánh bắt cá từng nổi lên để trở lại với vị thế của một hoạt động kinh tế chủ chốt ở Ma Cao kể từ khi vùng cảng này đánh mất vị thế của một trung tâm thương mại khu vực. Vào đầu những năm 1920, hơn 70% trong số 84.000 cư dân Ma Cao tham gia vào hoạt động đánh bắt cá. Trong khi đó, một số ngành nghề khác như diêm, pháo, nhang và đóng thuyền đánh cá bắt đầu phát triển. Nhưng đáng chú ý hơn cả đó chính là lĩnh vực kinh doanh cờ bạc. Đánh bạc lần đầu tiên được hợp pháp hóa ở Ma Cao vào thế kỷ 19 trong một nỗ lực nhằm đẩy mạnh việc tạo ra doanh thu cho chính phủ. Sòng bạc đầu tiên đã được nhượng bộ độc quyền cho Công ty Tai Xing vào năm 1937. Tuy nhiên, công ty này đã tỏ ra quá bảo thủ trong việc khai thác triệt để tiềm năng kinh tế của ngành công nghiệp cờ bạc. Ngành công nghiệp này đã có một bước đột phá lớn vào năm 1962 khi chính phủ cấp cho Hiệp hội du lịch và giải trí Ma Cao(STDM), một tập đoàn được thành lập bởi các doanh nhân đến từ Hồng Kông và Ma Cao, quyền độc quyền đối với tất cả các hình thức đánh bạc. STDM đã giới thiệu các trò chơi theo phong cách phương tây và hiện đại hóa con đường giao thông vận tải biển giữa Ma Cao và Hồng Kông giúp chuyên chở hàng triệu người đánh bạc từ Hồng Kông đến đây mỗi năm.
Trong những năm 1970, Ma Cao cũng từng có sự sự phát triển nhanh chóng trong lĩnh vực sản xuất. Nhờ một môi trường có chi phí vận hành thấp và hạn ngạch thặng dư theo Hiệp định về Hàng Dệt may(MFA), nhiều nhà tư bản hoạt động trong ngành công nghiệp của Hồng Kông đã thành lập các cơ sở sản xuất hàng dệt may tại Ma Cao. Vào thời kỳ hoàng kim những năm 1980, ngành sản xuất từng có lúc chiếm tới khoảng 40% GDP còn ngành dệt may chiếm khoảng 90% tổng kim ngạch xuất khẩu của Ma Cao. Tuy nhiên, kể từ đầu những năm 1990 thì ngành sản xuất trong thời gian này đã dần dần suy giảm do việc loại bỏ hệ thống hạn ngạch MFA và chi phí lao động tăng so với Trung Quốc đại lục và các nước Đông Nam Á.

## Lao động và việc làm
| Số lao động có việc làm theo ngành nghề năm 2007  | Số lao động có việc làm theo ngành nghề năm 2007 | Số lao động có việc làm theo ngành nghề năm 2007 |
| ------------------------------------------------- | ------------------------------------------------ | ------------------------------------------------ |
| Nghề nghiệp                                       | Nghìn (người)                                    |                                                  |
| Cán bộ / quản lý cấp cao                          | 14.6                                             |                                                  |
| Chuyên gia                                        | 9.9                                              |                                                  |
| Kỹ thuật viên                                     | 28.1                                             |                                                  |
| Nhân viên văn phòng                               | 83.7                                             |                                                  |
| Nhân viên dịch vụ và bán hàng                     | 63.2                                             |                                                  |
| Lao động nông - ngư nghiệp                        | 0.8                                              |                                                  |
| Lao động thủ công và các ngành nghề tương tự khác | 33.7                                             |                                                  |

Lực lượng lao động ở Ma Cao chủ yếu làm việc trong các lĩnh vực sản xuất; xây dựng; bán sỉ và bán lẻ; khách sạn và nhà hàng; 
dịch vụ tài chính, bất động sản và các hoạt động kinh doanh khác; hành chính công và các dịch vụ cá nhân, xã hội khác gồm có trò chơi điện tử; vận chuyển, lưu trữ và thông tin liên lạc. Nhờ có mức tăng trưởng kinh tế hai con số trong những năm gần đây, tỷ lệ thất nghiệp đã giảm từ con số cao kỷ lục là 6,8% trong năm 2000 xuống chỉ còn 3,1% trong Quý 3 năm 2007.
Với một số khu nghỉ dưỡng sòng bạc và các công trình lớn khác đang được tiến hành mở ra, có báo cáo cho rằng nhiều lĩnh vực, trong đó đặc biệt là xây dựng, gặp phải tình trạng thiếu lao động. Chính phủ đưa ra biệp pháp giải quyết khó khăn này bằng cách nhập khẩu lao động từ các khu vực lân cận, gồm có Trung Quốc đại lục, Hồng Kông, Philippines và Ấn Độ. Hiện tại số lao động nhập khẩu từ bên ngoài đang ở mức cao kỷ lục là 75.391 (quý 2 năm 2007), chiếm hơn một phần tư lực lượng lao động ở Ma Cao. Một số người lao động địa phương đã phàn nàn về việc thiếu việc làm do dòng lao động nhập khẩu giá rẻ từ bên ngoài đổ đến. Một số người cũng cho rằng vấn đề lao động bất hợp pháp hiện đang là mối nguy hại nghiêm trọng. Một mối quan tâm nữa đó là sự gia tăng về bất bình đẳng trong thu nhập: Hệ số Gini - một thước đo phổ biến về bất bình đẳng thu nhập trong đó hệ số thấp chứng tỏ phân phối thu nhập bình đẳng hơn của Ma Cao đã tăng từ 0,43 trong năm 1998 lên 0,48 trong năm 2006, cao hơn so với các quốc gia lân cận khác như Trung Quốc đại lục (0.447), Hàn Quốc (0,316) và Singapore (0,425).

## Hệ thống tiền tệ

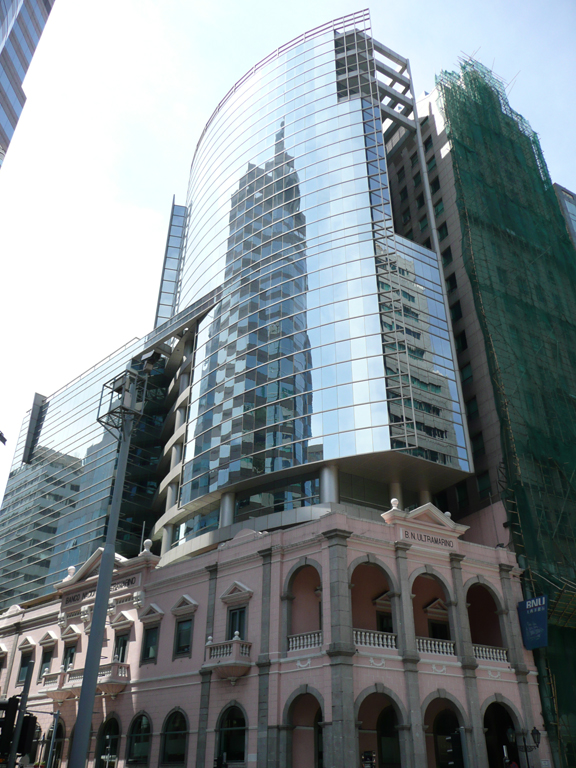
Tháp BNU ở Ma Cao.

Ma Cao áp dụng cái được gọi là hệ thống bảng tiền tệ, theo đó tiền pháp định, đồng Pataca (MOP), được hỗ trợ 100% bởi dự trữ ngoại hốiđồng Đô la Hồng Kông (HKD). Hơn nữa, hội đồng tiền tệ và Cơ quan tiền tệ Ma Cao (AMCM), theo luật định có nghĩa vụ phát hành và mua lại không giới hạn đồng Pataca dựa trên cầu đối với đồng Đô la Hồng Kông theo tỷ giá hối đoái cố định. Đồng Pataca được neo giá theo đồng Đô la Hồng Kông ở mức 1,03 MOP đổi lấy 1 HKD, mức tỷ giá này luôn được duy trì bởi AMCM.
Mỗi pataca được chia thành 100 avos. Tiền xu được phát hành với các mệnh giá là 10, 20 và 50 avos cùng với 1, 2, 5 và 10 Pataca (đồng xu 2 và 10 Pataca hiếm khi được sử dụng trong lãnh thổ); trong khi tiền giấy có các mệnh giá 5, 10, 20, 50, 100, 500 và 1000 Pataca. Đồng Đô la Hồng Kông được sử dụng tự do và chiếm đến hơn một nửa tổng số tiền được gửi tại các ngân hàng của Ma Cao. Ngoài ra, đồng Nhân dân tệ của Trung Quốc cũng được chấp nhận sử dụng rộng rãi. Hai ngân hàng có quyền phát hành tiền tệ đó là Banco Nacional Ultramarino và Ngân hàng Trung Quốc (Bank of China) (kể từ tháng 10 năm 1995).
Lịch sử về tỷ giá hối đoái giữa đồng Pataca và đồng Đô la Mỹ (USD) được trình bày ở bảng dưới đây.
| MOP/USD | Thời kỳ |
| ------- | ------- |
| 8.01    | 2000    |
| 7.99    | 1999    |
| 7.98    | 1998    |
| 7.99    | 1997    |
| 7.962   | 1996    |
| 8.034   | 1993–95 |

## Thương mại
Năm 2011, nền kinh tế thị trường tự do của Ma Cao đạt tổng kim ngạch xuất khẩu là 1,119 tỷ USD (8,94 tỷ Pataca), chủ yếu là các mặt hàng như quần áo, dệt may, giày dép, đồ chơi, điện tử, máy móc và phụ tùng. Tổng kim ngạch nhập khẩu trong cùng kỳ đạt 8,926 tỷ USD (71,32 tỷ Pataca), chủ yếu là nguyên liệu thô và hàng hóa bán thành phẩm, hàng tiêu dùng (thực phẩm, đồ uống, thuốc lá), tư liệu sản xuất, khoáng sản và dầu mỏ. Đối tác xuất khẩu chính của Ma Cao trong năm 2011 là Hồng Kông (44,6%). Các mặt hàng xuất khẩu khác còn được đưa sang Trung Quốc (15,9%) và Hoa Kỳ (7,9%). Các đối tác nhập khẩu chính của Macau gồm có Trung Quốc (30,4%), Hồng Kông (12%), Pháp (10,4%), Thụy Sĩ (7,5%), Ý (7,5%), Nhật Bản (6,2%) và Hoa Kỳ (6,1%).
Trong nửa sau của thế kỷ 20, nền kinh tế Ma Cao đã được đa dạng hóa với sự phát triển của ngành công nghiệp nhẹ, nhờ vậy mà dòng người di cư từ Trung Quốc đến lao động đã giúp phát triển ngành du lịch. Tuy nhiên, những nỗ lực của Bồ Đào Nha trong việc phát triển mối liên kết về mặt kinh tế và văn hóa giữa Ma Cao với Brazil và với các công ty ở Châu Phi có cổ phần của Bồ Đào Nha đã gặp phải thất bại. Quan hệ kinh tế với Liên minh Châu Âu (EU) và Đài Loan được xem như là một khía cạnh vô cùng quan trọng của kinh tế Ma Cao đóng vai trò như là một phần của nền kinh tế Trung Quốc. Việc tiếp giáp với Đặc khu kinh tế Châu Hải tạo điều kiện thuận lợi cho Ma Cao trong việc giao thương kinh tế với Trung Quốc. Là một khu vực hành chính đặc biệt, Ma Cao đóng vai trò như một cảng tự do và là một lãnh thổ hải quan riêng biệt.

## Các ngành

### Du lịch và cờ bạc

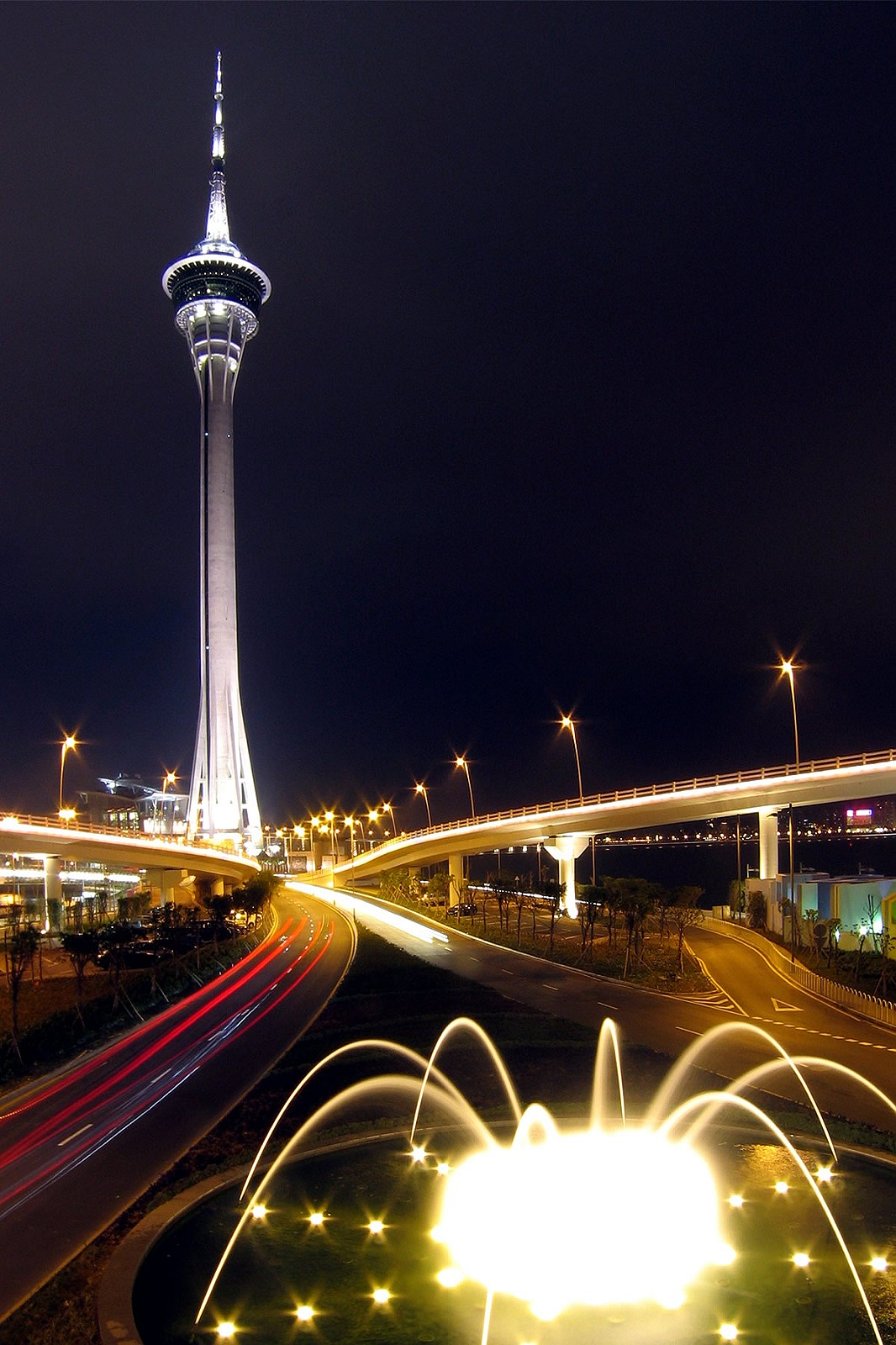
Tháp Ma Cao vào ban đêm.

Du lịch được coi là xương sống của nền kinh tế Ma Cao, trong đó phần lớn khách du lịch đến là để chơi cờ bạc do ngành này được hợp pháp hóa vào thế kỷ 19 và từ đó trở thành trụ cột của nền kinh tế và là nguồn thu quan trọng của chính phủ. Từ năm 1962, ngành công nghiệp cờ bạc hoạt động dựa theo giấy phép độc quyền do chính phủ cấp cho Sociedade de Turismo e Diversões de Macau (STDM) của Hà Hồng Sân, thay thế cho Công ty Cổ phần Giải Trí Tai Heng từng nắm giữ giấy phép độc quyền hoạt động trong ngành cờ bạc vào 24 năm trước. Trong những năm 1990, Ma Cao có tổng cộng 9 sòng bạc và ngành cờ bạc được báo cáo là chiếm tới 20 đến 25% GDP của Ma Cao. Quyền nắm giữ giấy phép độc quyền chấm dứt vào năm 2001 khi ngành công nghiệp trò chơi được tự do hóa và một số nhà điều hành sòng bạc đến từ Las Vegas tham gia vào thị trường. Những nhà điều hành mới này bao gồm Las Vegas Sands đã mở Sands Macao , được coi là sòng bạc lớn nhất thế giới về mặt số lượng trò chơi cờ bạc trên bàn vào năm 2004, Venetian Macau  vào năm 2007; Wynn Resorts đã mở Wynn Macau  vào năm 2006 và MGM Mirage đã mở MGM Grand Macau vào năm 2007.
Ngoài ra, các chủ sòng bạc khác, bao gồm Crown Casino của Úc và Galaxy Entertainment Group  Lưu trữ ngày 1 tháng 12 năm 2005 tại Wayback Machine của Hồng Kông cũng đã mở một số sòng bạc tại các khách sạn ở Ma Cao. Do sự gia tăng về mặt số lượng các công trình liên quan đến sòng bạc từ các công ty mới gia nhập ngành công nghiệp sòng bạc, nền kinh tế của Ma Cao đã phát triển nhanh chóng trong những năm gần đây. Doanh thu đến từ các hoạt động vui chơi ở sòng bạc của Ma Cao hiện còn lớn hơn so với Dải Las Vegas, khiến Ma Cao trở thành trung tâm sòng bạc lớn nhất thế giới. Nhiều sòng bạc cũng như khách sạn khác trong đó có Galaxy Cotai Megaresort và Ponte 16, cũng sẽ được khai trương trong tương lai gần.

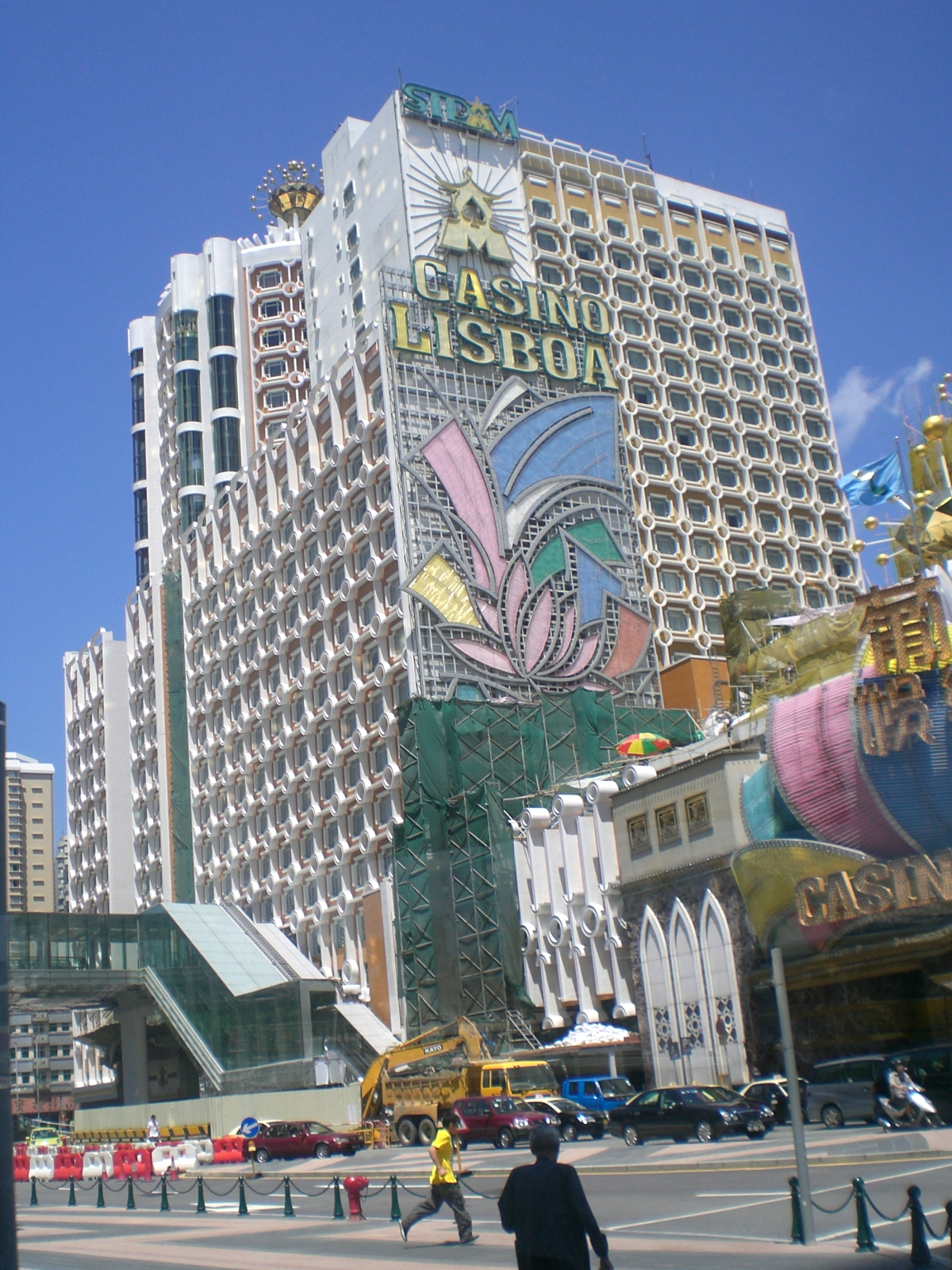
Sòng bạc Lisbon

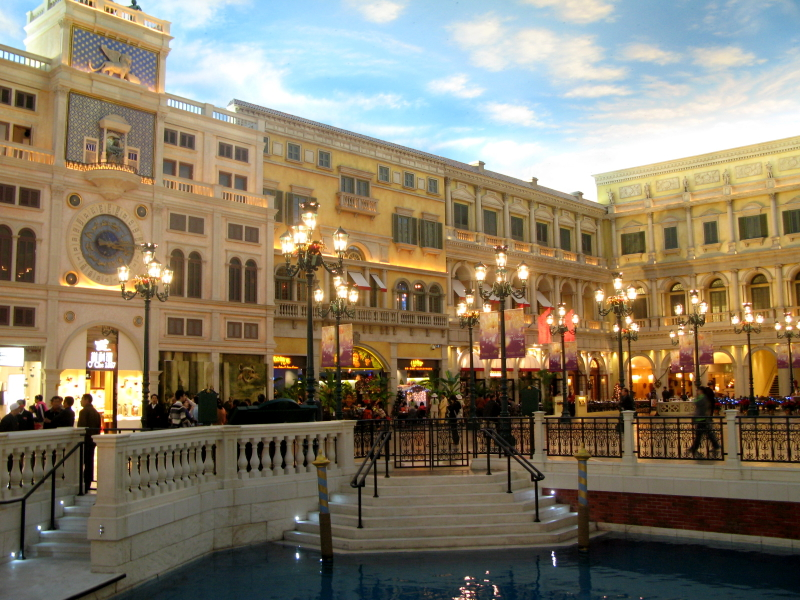
Nội thất bên trong Venetian Macao

Do việc mở rộng các sòng bạc và khách sạn mới cũng như là Trung Quốc nới lỏng các chính sách về việc hạn chế đi lại mà số lượng du khách đến từ đại lục đã gia tăng nhanh chóng.Từ 9,1 triệu du khách vào năm 2000, lượng khách đến Ma Cao đã tăng lên thành 18,7 triệu lượt khách trong năm 2005 và 22 triệu lượt khách trong năm 2006, với hơn 50% trong số đó đến từ Trung Quốc và 30% đến từ Hồng Kông. Macau dự kiến là sẽ đón từ 24 đến 25 triệu du khách trong năm 2007. Ma Cao từng nhận được Giải thưởng Tương lai vào năm 2007, giải thưởng được bầu chọn bởi 26.000 thành viên thương mại du lịch Đức của GoAsia, vì được coi là điểm đến du lịch tương lai hứa hẹn nhất ở châu Á. Ma Cao hiện được đánh giá là điểm đến du lịch hàng đầu thế giới theo Tổ chức Du lịch Thế giới.

### Sản xuất
Các ngành công nghiệp sản xuất của Ma Cao đã xuất hiện trong vài thập kỷ vào đầu của thế kỷ 20, chủ yếu bao gồm các tòa nhà chứa rác, nhà máy sản xuất diêm, pháo và nhang. Tuy nhiên, các ngành công nghiệp hiện đại đã không phát triển cho đến những năm 1970 khi ngành dệt may đang có sự phát triển nhanh chóng, trong khi các ngành công nghiệp nhẹ khác như sản xuất nhựa, điện tử, đồ chơi và hoa giả cũng có sự tăng trưởng đáng kể. Dệt may tiếp tục phát triển với tư cách là ngành nghề mũi trong lĩnh vực sản xuất vào cuối những năm 1980.
Phần lớn ngành công nghiệp dệt may của Ma Cao đã chuyển sang cho bên đại lục khi Hiệp định về Hàng Dệt may bị bãi bỏ. Đặc khu này cũng đã dựa nhiều hơn vào ngành công nghiệp cờ bạc và các dịch vụ liên quan đến du lịch để tăng trưởng.

### Ngân hàng
Ma Cao là một Trung tâm tài chính ngoài nước, một thiên đường về thuế, và một cảng tự do không hề có bất kì chế độ kiểm soát ngoại hối nào.
 Hoạt động kinh doanh tài chính ở nước ngoài được quản lý và giám sát bởi Cơ quan tiền tệ Ma Cao, trong khi các quy định về việc giám sát các hoạt động của các doanh nghiệp phi tài chính nước ngoài chủ yếu được kiểm soát bởi Viện xúc tiến đầu tư và thương mại Ma Cao. Trong năm 2017, dịch vụ đầu tư của Moody đã nâng bậc xếp hạng tín dụng của nhà phát hành chính phủ ngoại tệ và nội tệ của Ma Cao từ 'A1' lên thành 'Aa3' với lý do là nguồn tài chính vững mạnh của chính phủ giúp Ma Cao trở thành một chủ nợ ròng lớn. Cơ quan xếp hạng cũng nâng cấp mức trần ngoại tệ tiền gửi ngân hàng của Ma Cao lên 'Aa3' từ 'A1'.
Có hai mươi ngân hàng khác được cấp phép, mười sáu trong số đó là các ngân hàng nước ngoài. Năm trong tổng số 500 ngân hàng thương mại hàng đầu châu Á là của Ma Cao trong đó có Banco Tai Fung và Ngân hàng Công thương Trung Quốc.

### Xây dựng

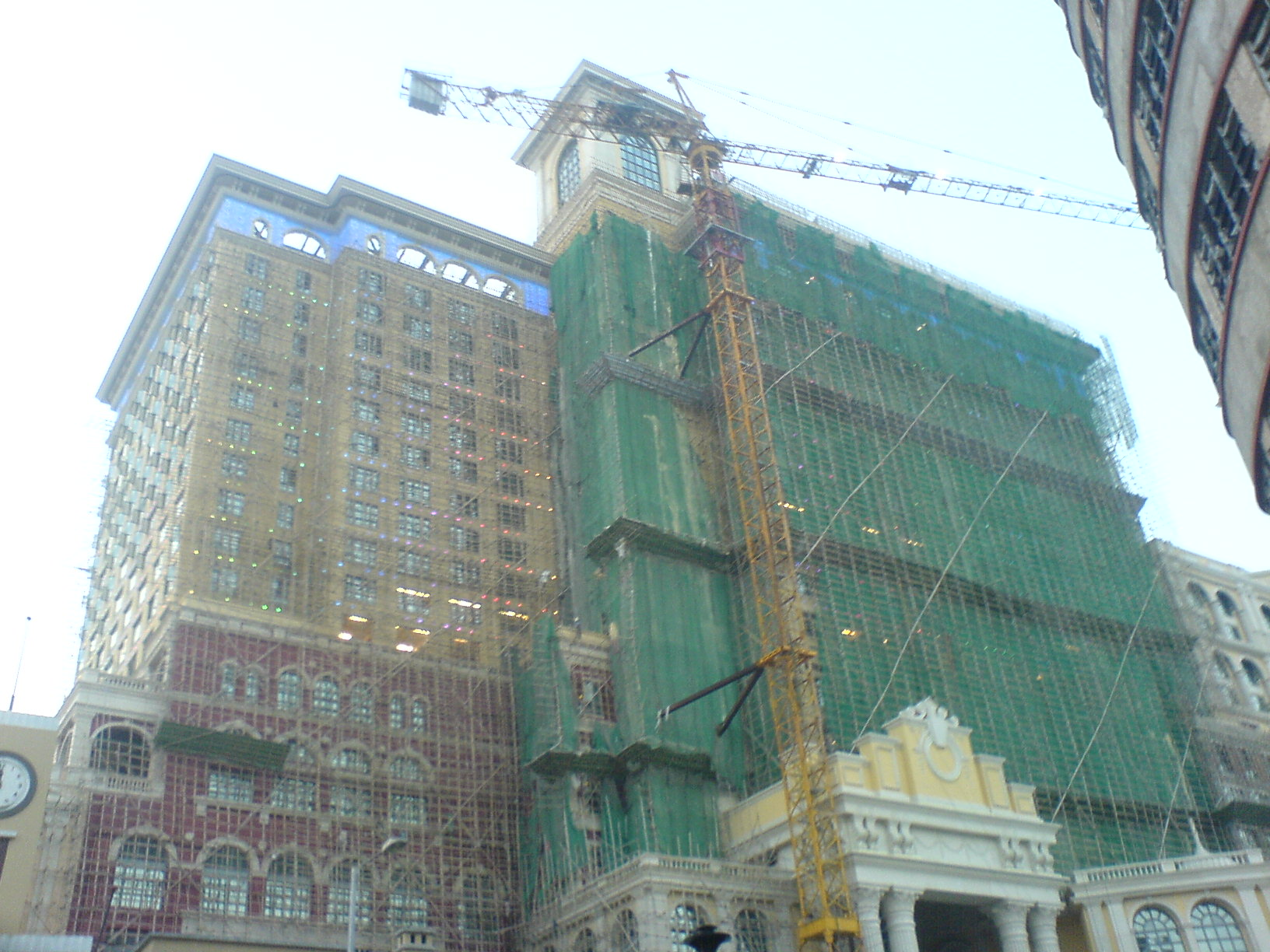
Khác sạn Ponte 16 đang được thi công

Năm 2014, ngành xây dựng Ma Cao thu hút khoảng 45.368 người lao động. Tổng giá trị ngành đạt 78,15 tỷ Pataca, trong đó 66,88 tỷ Pataca thuộc về khu vực tư nhân. Mức tiêu thụ trung gian là 61,03 tỷ Pataca và tổng chi phí nhân công là 11,35 tỷ Pataca.

### Các công ty vận tải
Air Macau, là hãng không của đặc khu có trụ sở tại Ma Cao.

### Phương tiện truyền thông
Ma Cao có "mật độ truyền thông" cao nhất thế giới gồm có chín tờ nhật báo tiếng Trung Quốc, ba tờ nhật báo tiếng Bồ Đào Nha, hai tờ nhật báo tiếng Anh và có khoảng sáu tuần lễ tiếng Trung và một tuần tiếng Bồ Đào Nha. Khoảng hai mươi tư tờ báo từ Hồng Kông, Trung Quốc, Đài Loan và Philippines được chuyển đến Ma Cao mỗi sáng sớm.

## Sự đa dạng hóa kinh tế
Vai trò lớn của ngành đánh bạc và du lịch đem lại một mức độ rủi ro cho nền kinh tế của Ma Cao. Bởi vì nếu một nền kinh tế phụ thuộc quá nhiều vào ngành du lịch và đánh bạc để trở nên thịnh vượng thì khi dòng khách du lịch ít đi có thể gây ra những cú sốc cho thị trường. Việc thúc đẩy đa dạng hóa nền kinh tế diễn ra trong những năm cuối của chính quyền Bồ Đào Nha, dưới thời Tướng Vasco Rocha Vieira và vẫn tiếp tục cho đến hiện tại, dưới thời Tổng Giám đốc Hà Hậu Hoa. Chính phủ đang tìm kiếm nguồn đầu tư đến từ nước ngoài như là một công cụ để đa dạng hóa kinh tế là một hướng đi tốt. Tuy nhiên, phần lớn dòng vốn đầu tư đến từ nước ngoài đổ vào Ma Cao đều đã đi vào lĩnh vực trò chơi và cờ bạc kể từ sau khi sự độc quyền trong ngành chấm dứt vào năm 2001. Mặt khác, các công ty nước ngoài đã tham gia vào thị trường điện thoại di động và dịch vụ internet sau khi thị trường viễn thông được tự do hóa vào năm 2001.

## Kinh tế chính trị và phúc lợi xã hội
Trước những năm 1930, Macau đã có một loại điều khoản phúc lợi mang tên Tự do phóng nhiệm (laissez faire). Các trường học được tài trợ công khai được dạy bằng tiếng Bồ Đào Nha. Chương trình phúc lợi đầu tiên được khởi xướng vào cuối những năm 1930 - gọi là Hội từ thiện công cộng. Mục tiêu chính của tổ chức là hỗ trợ những người nghèo và trẻ mồ côi. Sự phát triển của một nhà nước phúc lợi được tiến hành một các từ từ và được cải thiện từ gốc. Năm 1947, một số cải cách đã được thực hiện, trong đó đáng chú ý nhất là thẻ cứu trợ xã hội được làm ra chỉ để dành cho những người có nhu cầu. Trong những năm 60, Hội Cứu trợ Công cộng đã trở thành một Chi nhánh của Cứu trợ Công cộng. Dịch vụ được mở rộng để hỗ trợ cho các lĩnh vực khác như cứu trợ thiên tai. Đây là một sự bổ sung cần thiết vì Ma Cao là khu vực có nguy cơ cao gặp phải bão một cách thường xuyên. Ngoài ra, nhiều cơ sở cũng được xây dựng, bao gồm các trung tâm phục hồi chức năng và trung tâm hỗ trợ người mù và điếc. Trong suốt thập niên 60 và 70, nhà ở được cung cấp cho người nghèo, người khuyết tật và người già. Hỗ trợ tài chính dành cho lĩnh vực chăm sóc sức khỏe và giáo dục cũng được phân phát đến cho người nghèo. Trong thời gian này, chính phủ cũng đã bắt đầu trợ cấp cho các trường tư. Một cuộc tái cấu trúc hệ thống khác đã diễn ra vào năm 1980. Bộ phúc lợi xã hội chính thức được thành lập. Những điều chỉnh tiếp theo được thực hiện vào cuối những năm 80, tách Bộ thành ba chi nhánh, bao gồm Thống đốc Ma Cao, Ủy ban phúc lợi xã hội và Bộ phúc lợi xã hội cùng với đó là việc thiết lập bốn nguyên tắc "bình đẳng, hiệu quả, hỗ trợ và đoàn kết thực hiện". Bốn văn phòng cũng được thành lập tại Santo António e São Lázaro, São Lourenço e Sé, Nossa Senhora de Fátima và Ilias. Mục đích của các văn phòng này là để tạo sự thuận tiện hơn cho mọi người khi đến thăm và cho người lao động được đến gần hơn với người dân địa phương trong khu vực mà họ đang sinh sống. Vào những năm 90, một văn phòng bổ sung đã được thành lập tại llhas Verde do nhu cầu cao ở khu vực phía Băc. Các bộ cũng đã bắt đầu quan tâm hơn đến các vấn đề gia đình khi cho thành lập dịch vụ tư vấn.
Cục phúc lợi xã hội - vẫn duy trì cho đến ngày nay - được thành lập sau khi đặc khu được bàn giao lại cho Trung Quốc vào năm 1999. Ban đầu, Ma Cao phải đối mặt với những thách thức đến từ một nền kinh tế yếu kém và tỷ lệ thất nghiệp cao nhưng cho đến năm 2002 thì ngành cờ bạc đã được hợp pháp hóa nhờ vậy làm tăng doanh thu của chính phủ một cách nhanh chóng. Do sự tăng trưởng kinh tế nhanh chóng được thúc đẩy bởi ngành công nghiệp cờ bạc, đầu tư trực tiếp nước ngoài và du lịch mà chính phủ giờ đây có thể cung cấp nhiều dịch vụ công cộng hơn. Các chương trình phúc lợi xã hội của Ma Cao đã phát triển tương đương với các chương trình phúc lợi của các quốc gia phát triển. Dịch vụ y tế miễn phí được phổ quát và được cung cấp tại các bệnh viện công nhưng dịch vụ tư nhân cũng được trợ cấp đến 30%, đối với phụ nữ mang thai, sinh viên, công chức và người từ 65 tuổi trở lên thì được trợ cấp hoàn toàn. Chính phủ đã mở rộng được nhiều lợi ích cho các đối tượng kể trên. Những cải thiện đến từ việc gia tăng việc làm và thu nhập cũng có liên quan đến sự hài lòng cao hơn đối với chất lượng cuộc sống. Chính phủ cũng cung cấp chương trình 15 năm giáo dục miễn phí, bảo hiểm xã hội và trợ cấp xã hội cho mọi công dân. Tương tự như nhiều quốc gia ở khu vực Đông Á, mô hình phúc lợi xã hội ở Ma Cao không phù hợp với "thế giới thứ ba của chủ nghĩa tư bản phúc lợi". Người ta tranh luận rằng nó hoạt động giống như một chế độ phúc lợi pháp lý.
Mặc dù vậy, khu vực công của Ma Cao dường như khá nhỏ. Làm việc trong khu vực công là một trong những nghề nghiệp được trả lương cao nhất do luật hiến pháp quy định trong quá trình bàn giao. Do đó, kết quả là chính phủ thường cung cấp các hợp đồng có thời hạn hoặc bán thời gian để khiến cho nó có giá cả phải chăng hơn mặc dù các hợp đồng thường được gia hạn. Được biết, nhiều công nhân trong lực lượng cảnh sát đã rời khỏi khu vực công để làm việc trong sòng bạc nhằm nhận được mức trả lương cao hơn. Tăng trưởng kinh tế cũng mang lại sự bất bình đẳng, cạnh tranh ngày càng cao trong khi nhiều người nước ngoài và người lao động đến từ đại lục có tay nghề vượt xa các kỹ năng còn yếu kém của người dân địa phương làm gia tăng sự tham gia của công dân vào các cuộc bầu cử và biểu tình. Sự tập trung vào ngành công nghiệp cờ bạc và du lịch cũng đến từ việc đánh đổi các ngành nghề khác. Tính đến năm 2009, có khoảng 44,9% người lao động làm việc trong ngành du lịch. Được biết vào năm 2006, một số lượng du khách gấp 44 lần dân số của Ma Cao đã đến thăm thành phố vào năm đó. Hơn nữa, tất cả các doanh nghiệp lớn có lợi nhuận cao trong kinh doanh khách sạn và sòng bạc đều thuộc sở hữu của các nhà đầu tư nước ngoài và đi kèm với chi phí của các doanh nghiệp và gia đình đến từ địa phương. Điều này đã dẫn đến một cuộc biểu tình dữ dội vào Ngày Quốc tế Lao động năm 2007. Không có bất ổn dân sự nào đã được ghi nhận trong lịch sử Ma Cao từ trước và sau khi bàn giao nhưng cuộc biểu tình đã thực sự gây vì thành phố này đã có mức tăng trưởng GDP là 17% vào năm ngoái.

## Năng lượng

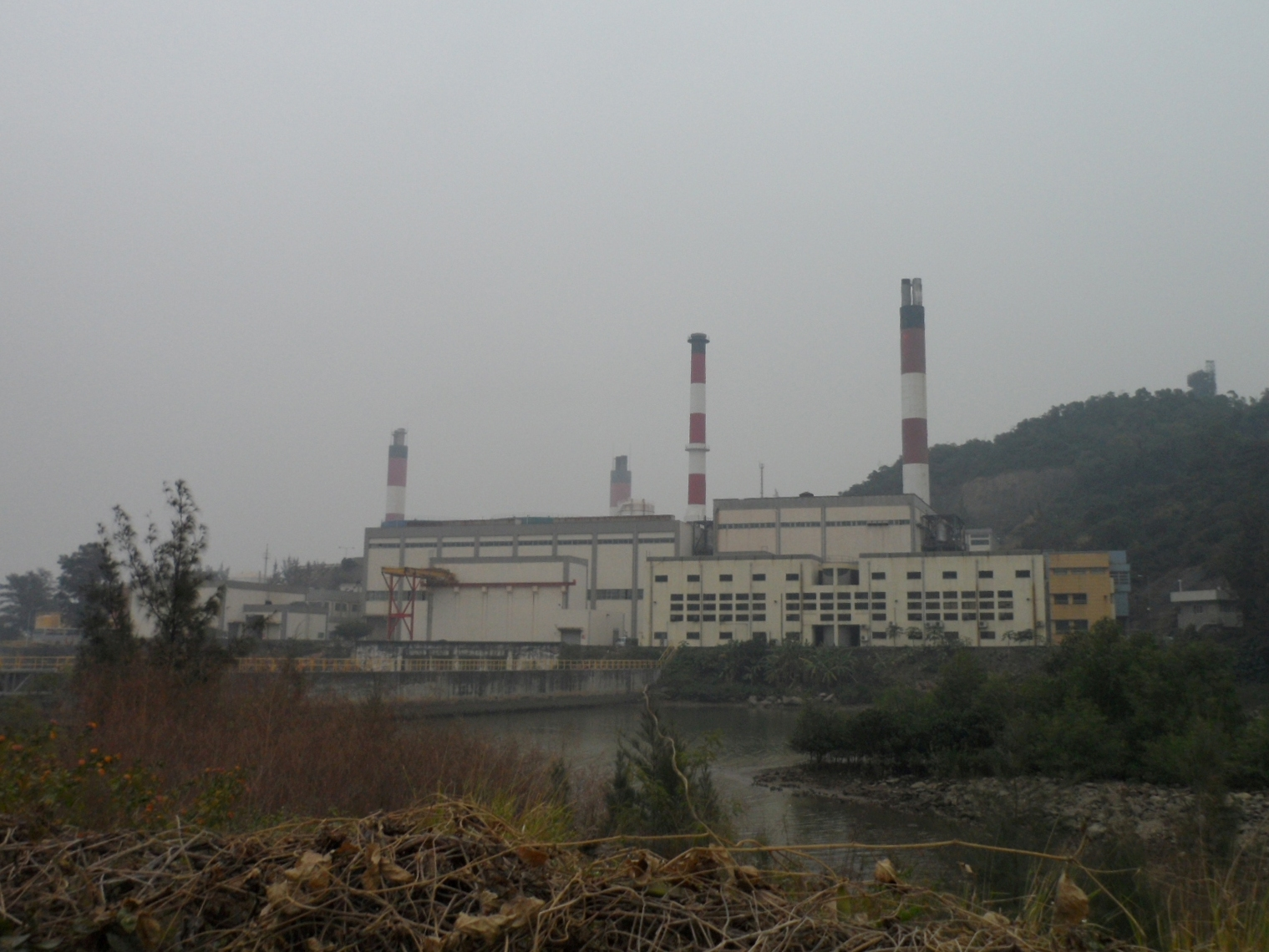
Nhà máy điện Coloane A

Sản lượng điện sản xuất: 1.893 tỉ kWh (2004)

nhiên liệu hóa thạc: 100%

thủy điện: 0%

hạt nhân: 0%

khác: 0% (1998)

Sản lượng điện tiêu thụ: 1.899 tỉ kWh (2004)

Điện xuất khẩu: 0 kWh (2004)

Điện nhập khẩu: 153.3 triệu kWh (2004)